# 497 Iva
497 Iva
497 Iva là một tiểu hành tinh ở vành đai chính. Nó được Raymond Smith Dugan phát hiện ngày 4.11.1902 ở Heidelberg và được đặt theo tên Iva Shores, con gái của chủ cho Raymond Smith Dugan thuê đất.